# Parlar per parlar
Parlar per parlar va ser un program de ràdio de Ràdio Barcelona centrat en la participació dels oients a través del telèfon. Actualment s'emet la versió en castellà, anomenada Hablar por hablar, a les matinades de la Cadena SER.
El programa va ser creat per la periodista Gemma Nierga a Ràdio Barcelona l'any 1990, qui el va conduir durant tota la primera etapa en català, com també a l'edició en castellà entre 1994 i 1997. El maig de 2008 el programa va tornar a emetre's en català de nou a través de les emissores SER Catalunya. La presentadora va ser Raquel Aturia, qui el va dirigir fins al seu darrer programa, el juny de 2014. El programa s'emetia a la mateixa hora que la versió en castellà, així que els oients podien escollir entre sentir la versió catalana a la FM o la castellana a través de l'ona mitjana i el DAB.